# (100) Hekate
(100) Hekate is een planetoïde in de planetoïdengordel. De planetoïde werd ontdekt door J. C. Watson op 11 juli 1868.
(100) Hekate is vernoemd naar Hekate, een godin uit de Griekse mythologie.